# ヴィクトール・ヴィニョン
ヴィクトール・ヴィニョン（Victor Alfred Paul Vignon、1847年12月25日 - 1909年3月15日）はフランスの「印象派」の画家である。

## 略歴
エーヌ県のヴィレ＝コトレ(Villers-Cotterêts)で生まれた。裕福な家の生まれで、母親のマリー・ノエミ・カディオ(Marie-Noémi Cadiot)はクロード・ヴィニョン（バルザックの小説からとられた名前）の名前で活動する彫刻家で 、その邸は有名な画家のピエール・ピュヴィス・ド・シャヴァンヌを雇って、装飾されていた。
ジャン＝バティスト・カミーユ・コローやアドルフ＝フェリックス・カルスに学び、クラマールやブージヴァル、ラ・セル＝サン＝クルーなどの北フランスの街に住んで風景を描いた 。1870年代後半にポントワーズなどで活動した後、1878年からオーヴェル＝シュル＝オワーズで活動した。オーヴェル＝シュル＝オワーズではカミーユ・ピサロやアルマン・ギヨマン、ポール・セザンヌといった画家が活動していて、ヴィニョンもその中に加わった.。オーヴェル＝シュル＝オワーズを訪れた、フィンセント・ファン・ゴッホとテオドルス・ファン・ゴッホの兄弟、アマチュア画家のポール・ガシェやウジェーヌ・ミュレらとも親しくなった。コレクターでもあったミュレはヴィニョンの作品を何点か購入した。
作品の批評家からの評価は低く、サロン・ド・パリでも落選することが多かった。フェリックス・フェネオンなどからはヴィニョンの作品は古いオランダ絵画に似ていると批判された。1880年の第5回印象派展から、印象派展に参加したが、クロード・モネからは。その明確な色の輪郭は、印象派のスタイルでないと批判された。
1903年にピエール＝オーギュスト・ルノワールと画商のポール・デュラン＝リュエルの尽力によって回顧展が開かれ、没後にもルノアールらによって展覧会が開かれた。

## 作品

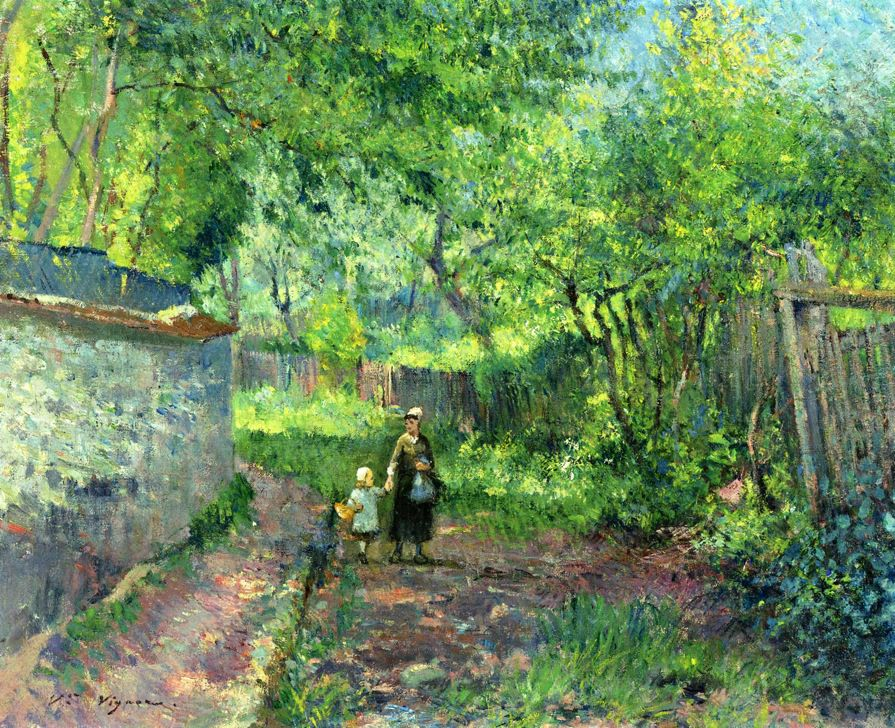
散歩する母子
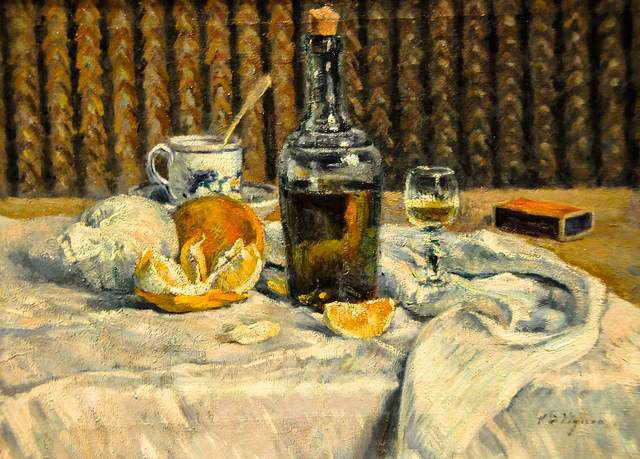
オレンジのある静物画
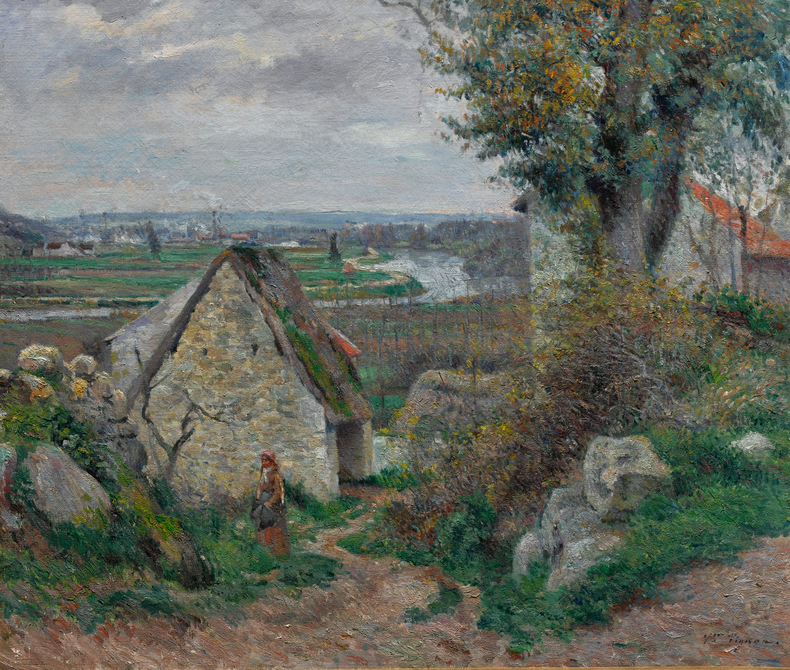
オアーズのはずれ
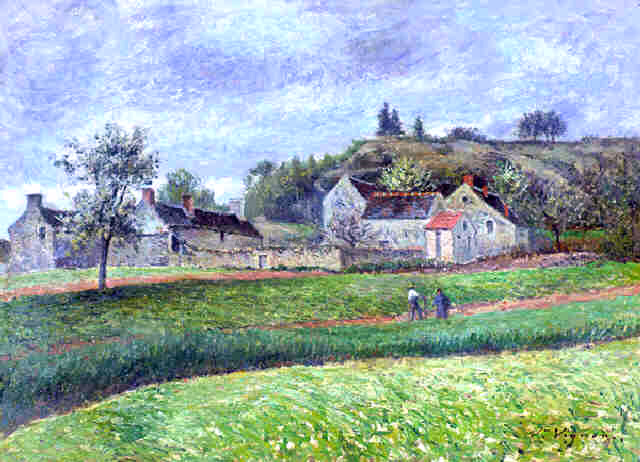
春の村